# I Want You to Want Me
I Want You to Want Me è un singolo del gruppo musicale statunitense Cheap Trick, pubblicato nel 1977 ed estratto dall'album In Color.

## Tracce
- 7"

1. I Want You to Want Me
2. Oh Boy (Instrumental Version)

## Altre versioni
- I Cheap Trick hanno ripubblicato il brano in una versione dal vivo nel 1979 per promuovere il loro album dal vivo At Budokan. Questa versione è stata registrata in Giappone e precisamente a Tokyo nell'aprile 1978.
- Una versione modificata a tema natalizio dal titolo I Want You For Christmas ed interpretata sempre dai Cheap Trick è inclusa nella compilation A Very Special Christmas: 25 Years Bringing Joy to the World, uscita nel 2012.

## Cover
Tra gli artisti e i gruppi che hanno inciso la cover del brano vi sono Letters to Cleo (per la colonna sonora del film 10 cose che odio di te, 1999), Tigertailz (1987), Propagandhi (per l'album di debutto How to Clean Everything, 1993), Dwight Yoakam (2000), SR-71 (2004), Lindsay Lohan (per l'album A Little More Personal (Raw), 2005), Chris Isaak (per la raccolta Best of Chris Isaak, 2006), Brooke Elliott con Jaime Ray Newman (per la colonna sonora di Drop Dead Diva, 2010), Mylène Farmer (2015) e Aly Michalka (per il film Bandslam - High School Band, 2009).